# TVP Seriale
TVP Seriale – polski kanał Telewizji Polskiej, nadający głównie seriale, którego emisja rozpoczęła się 6 grudnia 2010 roku.

## Ramówka
Większość ramówki wypełniają seriale produkcji Telewizji Polskiej, emitowane są także seriale zagraniczne oraz filmy fabularne. Od 16 marca 2020 roku są emitowane 2 seriale sprzed 1997 roku: od 16 marca 2020 roku rozpoczęto emisję serialu „Złotopolscy” od 1. odcinka, a od 31 sierpnia 2020 roku - „Klan” od 1. odcinka.

## Dostępność
TVP Seriale, w przeciwieństwie do większości kanałów TVP, dostępny jest za opłatą. Kanał jest dostępny w Polsat Box oraz na Platformie Canal+. Stacja była dostępna także na zakodowanym, czwartym multipleksie naziemnej telewizji cyfrowej (MUX 4), ale usunięto ją stamtąd 27 maja 2022 roku.
27 lutego 2023 roku kanał rozpoczął nadawanie w jakości HD, a 20 listopada 2023 roku kanał również rozpoczął nadawanie w jakości HD w emisji satelitarnej razem z kanałem TVP3 Warszawa.
Od 12 grudnia 2023 roku kanał ten razem z TVP HD został udostępniony w serwisie TVP VOD dla subskrybentów płatnej usługi TVP VOD+.

## Oglądalność
Wszyscy 4+:
|      | styczeń | luty   | marzec | kwiecień | maj    | czerwiec | lipiec | sierpień | wrzesień | październik | listopad | grudzień | cały rok |
| ---- | ------- | ------ | ------ | -------- | ------ | -------- | ------ | -------- | -------- | ----------- | -------- | -------- | -------- |
| 2020 | 1,479%  |        | 1,266% | 1,397%   |        | 1,775%   |        |          |          |             |          | 1,305%   |          |
| 2019 | 1,321%  | 1,258% | 1,321% | 1,407%   | 1,388% | 1,435%   | 1,567% | 1,554%   | 1,457%   | 1,366%      | 1,440%   | 1,427%   | 1,408%   |
| 2018 | 1,36%   | 1,46%  | 1,42%  | 1,45%    | 1,46%  | 1,406%   | 1,505% | 1,480%   | 1,427%   | 1,331%      | 1,287%   | 1,367%   | 1,409%   |
| 2017 | 1,39%   | 1,43%  | 1,38%  | 1,38%    | 1,68%  | 1,75%    | 1,76%  | 1,62%    | 1,53%    | 1,39%       |          | 1,36%    | 1,49%    |
| 2016 | 1,35%   | 1,41%  | 1,39%  | 1,44%    | 1,49%  | 1,552%   | 1,69%  | 1,74%    | 1,62%    | 1,42%       |          | 1,34%    | 1,48%    |
| 2015 |         | 1,37%  | 1,29%  | 1,31%    | 1,31%  | 1,494%   | 1,51%  | 1,66%    | 1,43%    | 1,47%       |          | 1,34%    | 1,40%    |
| 2014 | 1,39%   | 1,35%  | 1,34%  |          |        |          |        | 1,80%    | 1,38%    |             |          |          | 1,44%    |
| 2013 | 0,863%  | 0,833% | 0,831% | 0,933%   | 1,095% | 1,059%   | 1,470% | 1,576%   | 1,350%   | 1,19%       | 1,21%    |          | 1,14%    |
| 2012 | 0,558%  | 0,46%  | 0,484% | 0,486%   | 0,518% | 0,642%   | 0,86%  | 0,81%    | 0,694%   | 0,704%      | 0,712%   | 0,861%   | 0,645%   |
| 2011 |         | 0,170% |        |          |        |          |        |          | 0,322%   |             |          |          | 0,343%   |

## Logo stacji
| Data obowiązywania | Opis logo                                                  | Wygląd |
| ------------------ | ---------------------------------------------------------- | ------ |
| od 6 grudnia 2010  | Logo TVP na fioletowym tle i stylizowany podpis "seriale". |        |

Na czas żałoby narodowej kolor loga jest zmieniany.